# ローレンス・ワーバス
ローレンス・ワーバス（英語: Lawrence "Larry" Warbasse、1990年6月28日 - ）は、アメリカ合衆国、ディアボーン出身の自転車競技（ロードレース）選手。現在はUCIワールドチームのAG2R・ラ・モンディアルに所属。

## 来歴

### アマチュア時代
13歳のときにスキーのトレーニングとしてMTBに乗り始めた。15歳でロードレースに転向し、17歳でジュニアのナショナルチームに選抜。
2010年と2011年はBMC・レーシングチームのアンダー23育成チームに所属。2012年にはBMC・レーシングチームがヒンカピー・スポーツウェアとホロウェスコ・パートナーズと提携した新コンチネンタルチームのBMC・ヒンカピー・スポーツウェア・デヴェロップメントに所属。
2010年からの3年間はヨーロッパを中心に走り、アメリカのアンダー23ナショナルチームでも活躍。2011年はリエージュ～バストーニュ～リエージュ・エスポワールとツール・ド・ベルリンで5位に入ったほか、イストリアン・スプリング・トロフィーとフレッシュ・デュ・スュドで7位に入った。2012年はベビー・ジロでのジョー・ドンブロウスキーの総合優勝に貢献し、ロンド・ド・リザールで5位、クロノ・シャンプノアで6位入賞。9月にはロードレース世界選手権にアンダー23アメリカ代表として出場し、ロードレースで18位、個人タイムトライアルで27位。またBMC・レーシングチームに研修生として加入し翌年昇格した。

### プロ入り後
2013年、ツアー・オブ・カタールでプロデビューし、第2ステージのチームタイムトライアルで優勝。初年は学びのシーズンとなった。また2013年のUSA・プロ・サイクリング・チャレンジでのティジェイ・ヴァン・ガーデレンの総合優勝にも貢献した。
2014年、カデル・エヴァンスやサムエル・サンチェスのアシストとして初のグランツールとなるブエルタ・ア・エスパーニャに出場。2016年にはジロ・デ・イタリアに初出場するものの1週間でリタイア。しかし、8月のツール・ド・ポローニュではワールドツアーレース初のTOP10フィニッシュを果たし、総合7位でレースを終えた。
2017年、プロコンチネンタルチームのアクア・ブルースポーツに加入し、過去最高のシーズンを過ごした。ツール・ド・スイス第3ステージで個人プロ初勝利をあげると勢いそのままアメリカ選手権ロードレースでも優勝し、アメリカチャンピオンに輝いた。
2019年、AG2R・ラ・モンディアルに加入し、ワールドツアーに復帰。

## 主な成績
2008年
- ツール・ド・ラビティビ 総合8位

2011年
- アメリカ選手権 アンダー23 個人タイムトライアル 5位
- ツール・ド・ベルリン 総合5位
- リエージュ～バストーニュ～リエージュ エスポワール 5位
- イストリアン・スプリング・トロフィー　総合7位
- フレッシュ・デュ・スュド 総合7位
- グラン・プレミオ・パリオ・デル・レチョート 8位

2012年
- アメリカ選手権 アンダー23 個人タイムトライアル 4位
- ロンド・ド・リザール 総合5位
- クロノ・シャンプノア 6位
- グラン・プレミオ・パリオ・デル・レチョート 8位

2013年
- ツアー・オブ・カタール 第2ステージ（チームタイムトライアル） 優勝

2015年
- バイエルン・ルントファールト 総合8位

2016年
- ツール・ド・ポローニュ 総合7位

2017年
- アメリカ選手権
  -  ロードレース 優勝
  - 個人タイムトライアル 5位
- ツール・ド・スイス 第4ステージ 優勝
- ツアー・オブ・ノルウェー 総合8位

2018年
- アメリカ選手権 個人タイムトライアル 4位
- ラ・ドローム・クラシック 10位

2019年
- アメリカ選手権
  - 個人タイムトライアル 4位
  - ロードレース 5位

### グランツールでの成績

#### ブエルタ・ア・エスパーニャ
4回出場
- 2014年 : 74位
- 2015年 : 38位
- 2016年 : 49位
- 2017年 : DNF（第7ステージ）

#### ジロ・デ・イタリア
3回出場
- 2016年 : DNF（第7ステージ未出走）
- 2019年 : 52位
- 2020年 : 17位